# Пластинин, Леонид Александрович
Леони́д Алекса́ндрович Пласти́нин (родился 10 января 1938 года) — российский картограф, доктор технических наук, профессор, Заслуженный работник геодезии и картографии Российской Федерации, Заслуженный деятель науки Республики Бурятия, Почётный член Русского географического общества, Почётный работник сферы образования Российской Федерации, научный руководитель Центра космических технологий и услуг Иркутского национального исследовательского технического университета. Член трёх диссертационных советов при ИРНИТУ, СГУГиТ, Институте географии им. В. Б. Сочавы СО РАН.

## Биография
Выпускник Хоринской средней школы № 1 1955 года, один год работал учителем географии и физического воспитания Кульской семилетней школы
В 1956—1961 гг. учился и с отличием окончил географический факультет Иркутского государственного университета.
Профессиональный путь начал в 60-е годы XX в. с производственной топографо-геодезической службы в Забайкальском аэрогеодезическом предприятии ГУГК СССР, где прошёл все ступени инженерно-технической иерархии: инженер-картограф, начальник партии, редактор экспедиции, старший, главный редактор карт предприятия.
В 1965 году вступил в Действительные члены ГО СССР, состоял на учёте в Забайкальском филиале ГО СССР, являлся председателем картографической секции филиала. В это время на базе Забайкальского филиала ГО СССР опубликовал более 10 печатных работ, в том числе выступил научным редактором 2-х тематических сборников Забайкальского филиала ГО СССР.
В течение 12 лет занимался развитием и научно-техническим совершенствованием технологии и редактирования топографических карт Забайкалья и Прибайкалья, Западной Якутии и приполярных районов Арктики. Лично выполнил топографические съемки, составил и отредактировал сотни крупномасштабных топографических карт для гражданских и военных целей на территории Байкальского региона, в Якутии — в районах алмазных месторождений, в приполярных районах бассейна р. Оленёк. Выполнял картографирование экзогенных процессов рельефообразования хребта Кодар с использованием аэрокосмических методов.
Окончил заочную аспирантуру при Иркутском государственном университете, начал публиковаться в научно-техническом журнале «Геодезия и картография», в научных трудах Забайкальского филиала ГО СССР. В 1973 году приглашен на должность доцента кафедры геодезии и картографии ИГУ, защитил кандидатскую диссертацию и перешёл на работу в Институт географии Сибири и Дальнего Востока СО АН СССР, где вскоре избран заведующим лабораторией (отдела) аэрокосмических методов.
В 70-х годах был избран учёным секретарем Восточно-Сибирского отделения Русского географического общества, принял активное участие в его работе будучи 1-м помощником его председателя — академика АН СССР Г. И. Галазия. Был награждён Почетной грамотой ГО СССР.
Одним из первых внедрил космические методы в научные географические исследования Сибири. В этот период работал под научным руководством известных академиков А. Л. Яншина и Н. Л. Добрецова. Им были составлены и отредактированы серии тематических космокарт БАМа и Прибайкалья.
С 1997 года на научно-педагогической работе на кафедре инженерной геодезии и картографии Иркутского государственного технического университета. Здесь он защитил докторскую диссертацию, получил ученое звание профессора, ему были присвоены высокие почётные профессиональные и научные звания.
Опубликовал более 200 научных трудов, в том числе 10 монографических работ и более 20 авторских тематических и экологических карт Сибири. Среди его учеников несколько сотен профессиональных картографов и геодезистов, более 10 докторов и кандидатов наук.

## Награды
- Заслуженный работник геодезии и картографии Российской Федерации[1] (2007)
- Заслуженный деятель науки Республики Бурятии
- Отличник геодезии и картографии ГУГК СССР
- Почетный работник сферы образования Российской Федерации